# Lijst van gemeenten in het departement Corse-du-Sud
Hieronder volgt een lijst van de 124 gemeenten (communes) in het Franse departement Zuid-Corsica (departement 2A).

## A
Afa
- Ajaccio
- Alata
- Albitreccia
- Altagène
- Ambiegna
- Appietto
- Arbellara
- Arbori
- Argiusta-Moriccio
- Arro
- Aullène
- Azilone-Ampaza
- Azzana

## B
Balogna
- Bastelica
- Bastelicaccia
- Belvédère-Campomoro
- Bilia
- Bocognano
- Bonifacio

## C
Calcatoggio
- Campo
- Cannelle
- Carbini
- Carbuccia
- Cardo-Torgia
- Carcheto-Brustico
- Cargèse
- Cargiaca
- Casaglione
- Casalabriva
- Cauro
- Ciamannacce
- Coggia
- Cognocoli-Monticchi
- Conca
- Corrano
- Coti-Chiavari
- Cozzano
- Cristinacce
- Cuttoli-Corticchiato

## E
Eccica-Suarella
- Évisa

## F
Figari
- Foce
- Forciolo
- Fozzano
- Frasseto

## G
Giuncheto
- Granace
- Grossa
- Grosseto-Prugna
- Guagno
- Guargualé
- Guitera-les-Bains

## L
Lecci
- Letia
- Levie
- Lopigna
- Loreto-di-Tallano

## M
Marignana
- Mela
- Moca-Croce
- Monacia-d'Aullène
- Murato
- Murzo

## O
Ocana
- Olivese
- Olmeto
- Olmiccia
- Orto
- Osani
- Ota

## P
Palneca
- Partinello
- Pastricciola
- Peri
- Petreto-Bicchisano
- Piana
- Pianotolli-Caldarello
- Pietrosella
- Pila-Canale
- Poggiolo
- Porto-Vecchio
- Propriano

## Q
Quasquara
- Quenza

## R
Renno
- Rezza
- Rosazia

## S
Salice
- Sampolo
- Sari-Solenzara
- Sari-d'Orcino
- Sarrola-Carcopino
- Sartène
- Serra-di-Ferro
- Serra-di-Scopamène
- Serriera
- Soccia
- Sollacaro
- Sorbollano
- Sotta
- Sant'Andréa-d'Orcino
- San-Gavino-di-Carbini
- Sainte-Lucie-de-Tallano
- Santa-Maria-Figaniella
- Santa-Maria-Siché

## T
Taglio-Isolaccio
- Tasso
- Tavaco
- Tavera
- Tolla

## U
Ucciani
- Urbalacone

## V
Valle-di-Mezzana
- Vero
- Vico
- Viggianello
- Villanova

## Z
Zérubia
- Zévaco
- Zicavo
- Zigliara
- Zonza
- Zoza